# Læsø
Læsø je ostrov v Severním moři, náležící Dánsku. Nachází se v průlivu Kattegat. Jeho rozloha je 101 km², což z něj činí třináctý největší dánský ostrov. Žije zde 1 789 obyvatel, z toho nejvíce ve vesnici Byrum, která je správním střediskem komuny Læsø. Dalšími sídly jsou Østerby a Vesterø. Obec Vesterø je trajektově spojena s městem Frederikshavn na Severojutském ostrově. Název znamená Hlérův ostrov (Hlér je jiné označení severského boha Aegira).
Na jihozápadě od ostrova se nachází několik neobydlených ostrůvků, z nichž největší jsou Hornfiskrøn, Sønder Nyland a Stokken.